# Jeannette Verdier
Pour les articles homonymes, voir Verdier.
Jeannette Verdier 'née Dauliac) est une résistante française, née le 12 février 1911 à Gourdon (Lot), et morte le 18 avril 1947 à 36 ans à Sainte-Feyre (Creuse).
Elle a été déportée dans le camp de femmes de Ravensbrück (Brandebourg, Allemagne nazie).

## Biographie

### Jeunesse
Jeannette Dauliac est née le 12 février 1911 à Gourdon dans le département du Lot. Elle est la fille d'Henry Dauliac, maçon, et d'Eugénie Lavaysse.
Elle passe son enfance à Gourdon puis intègre l'école normale[Laquelle ?] pour devenir institutrice. Elle est d'abord nommée à Floirac (Lot) puis dans l'Eure[Où ?] et le Loiret[Où ?]. Elle épouse le 1er août 1931 à Gourdon un collègue instituteur, Maurice Jean François Verdier. Un fils, Claude, naît à Saint-Maurice-sur-Aveyron (Loiret) le 20 juin 1935. Les époux Verdier sont nommés à Nargis le 1er octobre 1937, situé à une douzaine de kilomètres de Montargis (Loiret).

### Résistance
Jeannette Verdier s’engage dans la Résistance avec son époux, l'école servant de lieu de rassemblement aux membres du réseau Étienne-Leblanc (Pierre Charié) coordonné par l'homme d'affaires et journaliste britannique Maurice Buckmaster. Tous deux hébergent à l'été 1944 l'opératrice radio Lilian Rolfe, connue sous le nom de « Claudie » pour les résistants français et agente du Special Operations Executive,.

### Arrestation et déportation
Jeannette et Maurice sont arrêtés par la Gestapo le 31 juillet 1944 au matin. Leur fils de 9 ans est recueilli par le maire de Nargis. Les époux Verdier sont emprisonnés à Montargis, Orléans (Loiret) puis Fresnes (Val-de-Marne) avant d'être séparés le 15 août 1944. Jeannette Verdier est déportée en Allemagne nazie vers le camp de Ravensbrück (Brandebourg), son époux vers celui de Buchenwald (Thuringe). Il décédera le 15 décembre 1944 à Ellrich (Thuringe).
À Ravensbrück, Jeannette Verdier devient le matricule no 57957. Enceinte, elle est déplacée de fin septembre à octobre 1944 à Torgau puis à Königsberg de novembre à janvier 1945 avant d'être ramenée à Ravensbrück. Elle y accouche de son deuxième enfant le 18 février 1945 ; celui-ci mourra deux jours plus tard.

### Libération
Ravensbrück est libéré le 30 avril 1945 par l’Armée rouge de l'Union soviétique et les alliés arrivent le 5 mai 1945. Elle ne revient en France que le 27 juin 1945, mais elle est atteinte de la tuberculose.
Soignée à Paris, elle y apprend la mort de son mari. Elle séjourne ensuite à l’hôpital de Montargis puis au sanatorium de Sainte-Feyre (Creuse) où elle décède le 18 avril 1947 à l'âge de 36 ans. Elle est inhumée dans le caveau familial à Gourdon.

### Hommages

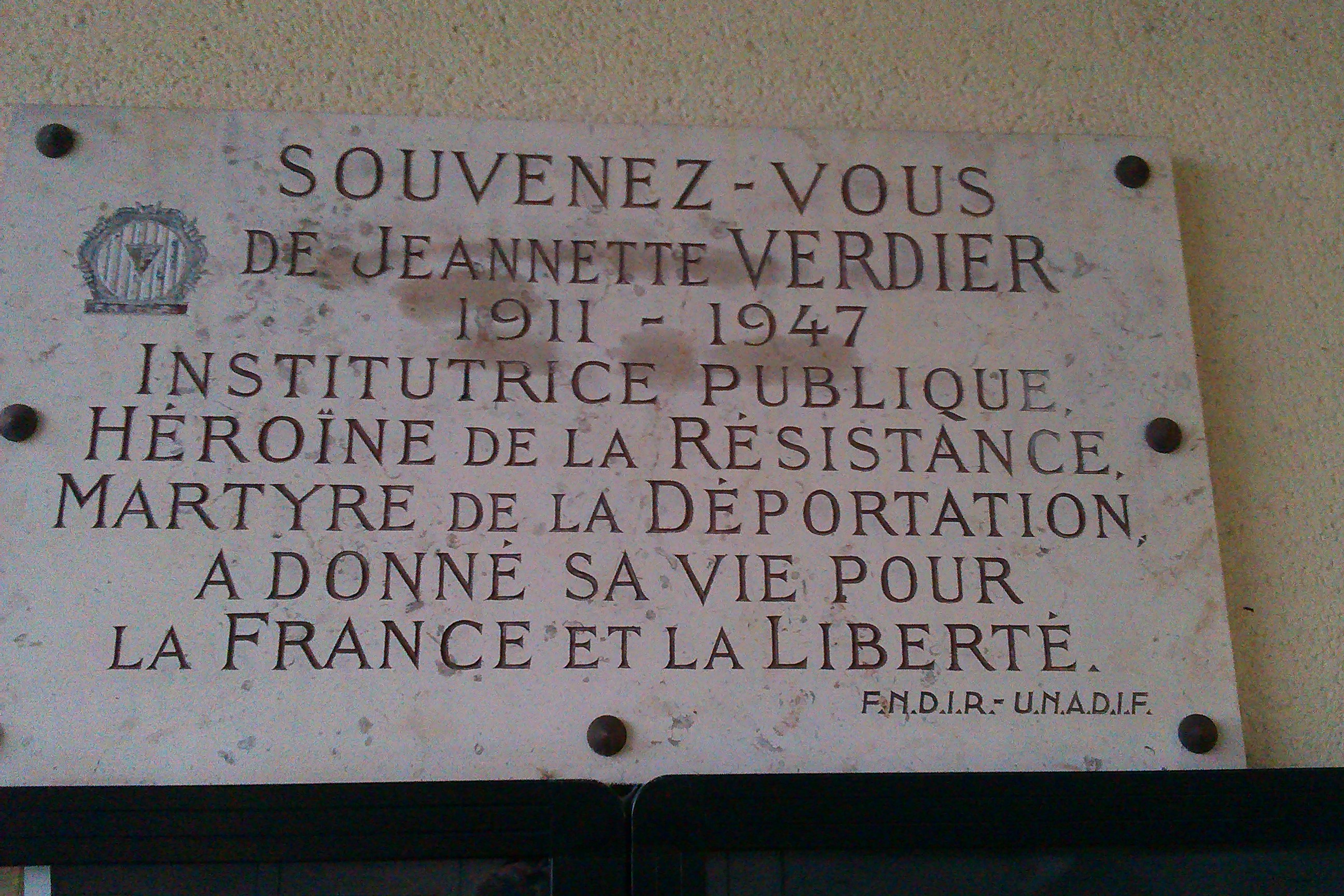
Plaque commémorative en hommage à la résistante française Jeannette Verdier, lycée Jeannette-Verdier, Montargis, Loiret, Centre, France

- Elle est mentionnée sur les Monuments aux morts de Gourdon, sa ville natale, sous le nom de Jeanne Verdier[8] et de Nargis, sous son nom de naissance, Jeanne Dauliac [9].
- Un lycée professionnel de Montargis fondé en 1963 porte son nom. On y trouve une plaque commémorative[10].
- Une impasse « Jeannette Verdier née Dauliac » a été inaugurée en décembre 2009 à Gourdon, la commune de son enfance[11].
- L'ancienne école de Nargis est baptisée « Salle Jeannette et Maurice Verdier » depuis le 7 mai 2011. Deux plaques y avaient été apposées le 29 juin 1947[6].